# Rosa 'Dortmund'
Rosa 'Dortmund' (= Дортмунд) — гибрид розы Кордеса (англ. Hybrid Kordesii).
Декоративное садовое растение.

## Происхождение
? × Rosa kordesii Hort.
Селекционер: Wilhelm J.H. Kordes II, 1955, Германия.

## Биологическое описание
Шраб (англ. Shrub), плетистая роза.
Куст ветвистый, густооблиственный. Высота 250—365 см, ширина до 185 см. По другим данным, высота куста 2,5 м. В тёплых странах может дорасти и до 10 м. Побеги очень колючие.
Листья полуглянцевые, тёмно-зелёные.
Цветки вишнёво-красные с белым центром, простые. Диаметр 8 см.
Лепестков — 8. В соцветии до 19 цветков.
Аромат умеренный. По другим данным, почти не имеет запаха.
Цветение обильное и почти непрерывное.

## В культуре
Зоны морозостойкости: от 4b (−28.9 °C… −31.7 °C) до более тёплых. Сорт рекомендован для культивирования на юге Дальнего Востока России и в Приморье.
Болезнями не поражается.
У взрослых растений нижняя часть куста без листвы.
Для улучшения декоративности и повторного цветения рекомендуется удалять отцветшие цветки и завязавшиеся плоды. Из-за ярких цветков сорт трудно комбинировать с другими растениями.
Кусты сорта 'Dortmund' состоят из побегов в возрасте до четырёх-шести лет (с ветками 1—3 порядка), цветущих в начале лета, и однолетних базальных побегов, цветущих в конце лета. Этот сорт требует минимальной обрезки. Весной у него вырезают погибшие побеги. Профилактическая обрезка сводится к вырезке (сразу же после основного цветения) одного-двух стареющих побегов на молодой прирост. В случае образования большого числа молодых базальных побегов, количество вырезанных старых побегов можно увеличить. Если от корневой шейки не образуется ни одного базального побега, то стареющий побег обрезают на высоте 30—40 см от поверхности почвы — это стимулирует пробуждение почек. После первого основного цветения все отцветшие концы побегов нужно срезать, так как они образуют плоды, препятствующие росту молодых побегов. На зиму сохраняют побеги на всю длину, обрезая только невызревшие верхушки.

## Награды
- ADR (1954)
- Приз Royal Horticultural Society (RHS/RNRS), Великобритания (2001)
- Albuquerque Rose Society, США (2001)
- Augusta Rose Society, США (2000)
- Austin Rose Society, США (2001)
- Baton Rouge Rose Society, США (1999)
- Blytheville Rose Society Fall Rose Show, США (1999)
- Bradenton-Sarasota Rose Society, США (1998)
- Colonial/Penn-Jersey Joint District, США (1999)
- Dallas Rose Society, США (1999)
- Duneland Rose Society, США (2001)
- Eastern North Carolina Rose Society , США (2001)
- Gainesville Rose Society, США (2001)
- Grand Valley Rose Society (Michigan), США (2001, 2001)
- Greater Atlanta Rose Society, США (2001)
- Greater Cincinnati Rose Society, США (2000)
- Humboldt Rose Society, США (2000)
- Illinois/Indiana District, США (2001)
- Jackson Rose & Garden Society, США (2000)
- Madison Rose Society, США (2000)
- Medford Rose Society, США (2001)
- National Rose Show, США (1999)
- Redwood Empire Rose Society, США (1998)
- Reno Rose Society, США (2000)
- Rogue Valley Rose Society, США (2000)
- Rose Society of Greater St. Louis, США (2001)
- Santa Fe Rose Society, США (2000)
- Shasta Rose Society, США (2000)
- Thomasville Rose Society, США (2000)
- Virginia Peninsula Rose Society, США (2000)
- Watauga Valley Rose Society, США (1999)
- West Jersey Rose Society, США (2001)
- Золотая медаль, Portland Rose Trials, США (1971)
- Huntington Rose Society, США (2001)
- Mountain State Rose Society, США (1998)
- Tri-State Rose Society, США (2000, 2000)
- Central Arkansas Rose Society, США (1999)